# Литвинов, Дмитрий Викторович
Ли́твинов, Дми́трий Ви́кторович (род. 6 ноября 1976, Тула) кинодистрибьютор, маркетолог, издатель, продюсер. Генеральный директор Группы Компаний Planeta Inform.

## Биография
В 1998 году окончил Российский университет кооперации.
В 2000 году защитил кандидатскую диссертацию по экономике, специализация «Международная экономика и финансы», тема Диссертации «Еврооблигации в системе мирового фондового рынка».
С 2000 года принимал участие в открытии первых кинотеатров «Победа» и «Пионер» в качестве заместителя генерального директора управляющей компании. В 2001 году основал рекламное агентство Planeta Inform, которое затем вошло в группу компаний Planeta Inform.
В 2003 году было создано PR-агентство «Sarafan», специализирующееся на продвижении фильмов, выходящих в прокат на территории СНГ. В 2006 году приобрёл издания «Бюллетень кинопрокатчика», «Киномеханик Сегодня», «Action!», «Менеджер кино». После покупки была проведена реструктуризация, в настоящее время издаются журналы «Бюллетень кинопрокатчика» и «Киномеханик сегодня».
В 2009 году была создана компания «Planeta Inform Telecontent», специализирующаяся на цифровой и телевизионной дистрибуции каталогов кинофильмов и продаже российского киноконтента за рубеж. Среди хедлайнеров последних лет — «Невеста», «Защитники», «Метро», «Ледокол» и др.
В 2013—2014 годах издавал в России международный индустриальный журнал «Variety». С 2013 года является одним из основных совладельцев сайта «Киномания».
С 2013 года активно занялся продюсированием: комедия «30 свиданий», мистический хоррор «Невеста», исторический фильм «Вещий Олег», документальный сериал "Девяностые", комедия "День Города", хоррор "Бывшая" и др.
В 2014 году совместно с партнёрами спродюсировал и запустил самую рейтинговую еженедельную программу о кино на ТНТ «Такое кино».
В 2014 году вошёл в состав Экспертного совета Фонда кино. В 2017 году вошёл в состав Общественного совета 3-го Московского еврейского кинофестиваля. Преподавал курс «Маркетинг кино» в Московской школе кино.

## Фильмография
- 2014 — «Такое кино» — генеральный продюсер
- 2015 — «30 свиданий» — продюсер
- 2017 — «Невеста» — продюсер
- 2019 — «Рассвет» — продюсер
- 2019 — «Пиковая дама: Зазеркалье» — продюсер
- 2021 — «День Города» — продюсер
- 2021 — «Бывшая» — продюсер
- 2020 — «Девяностые» — продюсер
- 2024 — «За пределами. Семьдесят первый» — продюсер